# Lechia Lwów (hokej na lodzie)
Lechia Lwów – polski klub hokeja na lodzie z siedzibą we Lwowie. Zespół działał jako sekcja klubu Lechii Lwów. Pod koniec lat 20. sekcja dysponowała lodowiskiem na Pohulance, prowadzonym wspólnie z 40 Pułkiem Piechoty. Klub został rozwiązany.

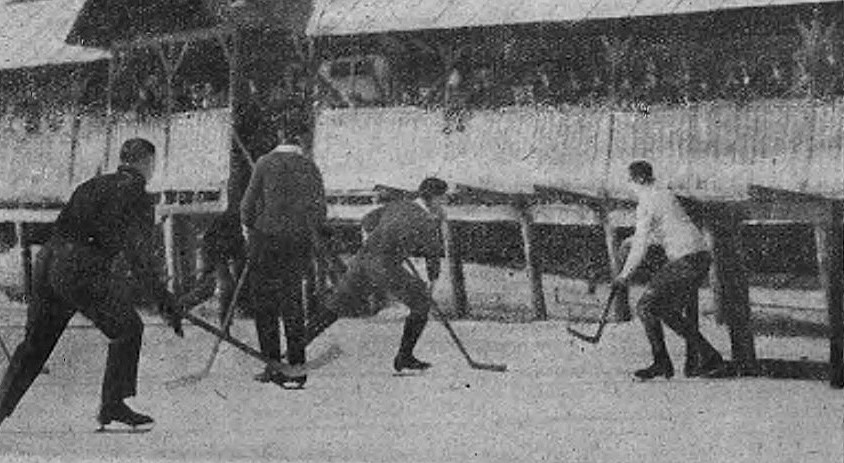
Mecz Czarni Lwów – Lechia Lwów (1925). W ataku pierwsi

## Sezony
Drużyna Lechii była dwukrotnym medalistą mistrzostw Polski: raz srebrnym (1935) i raz brązowym (1934).
- 1929: udział w kwalifikacjach o okręgowe mistrzostwo Lwowa
- 1931: 7. miejsce (4. miejsce w Grupie A)
- 1934: 3. miejsce
- 1935: 2. miejsce